# Різдвяний павук

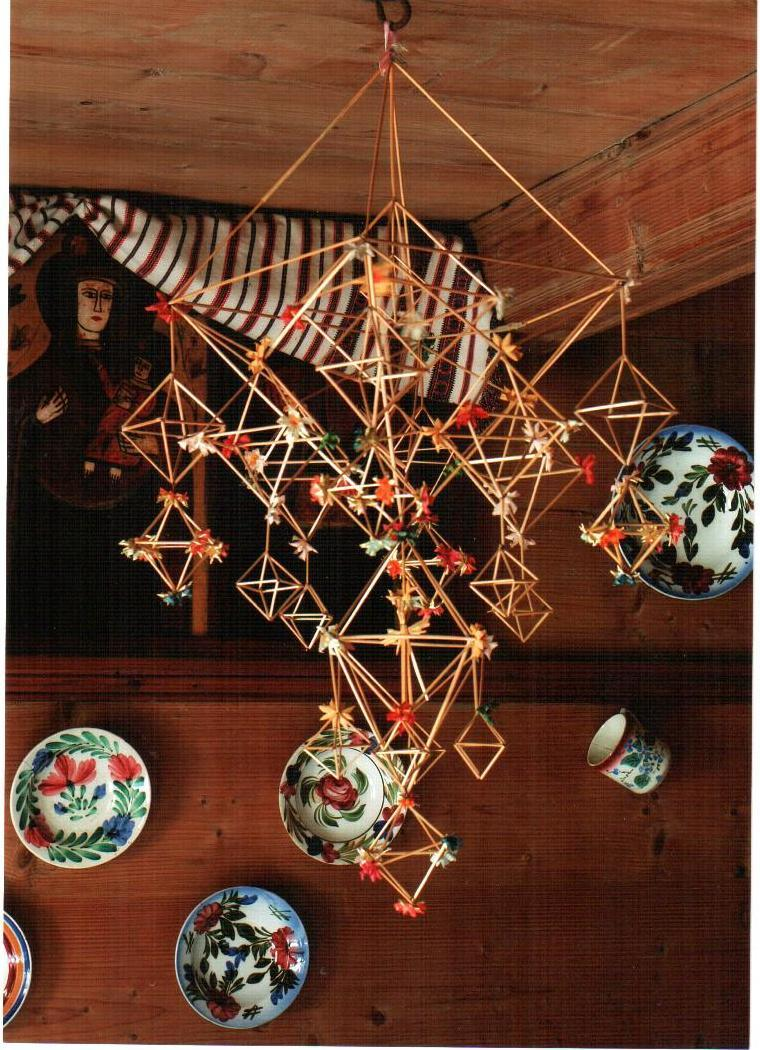
Різдвяний «павук»

Різдвяний «павук» — традиційна прикраса оселі в Україні на різдвяні й новорічні свята, виготовлена з соломи. «Павук» складається з соломинок, які утворюють ромбоїд з підвішеними до його вершин меншими ромбоїдами. Завдяки легкості конструкції, вона постійно рухається під впливом потоків повітря.
В народів півночі Європи аналогічна прикраса називається гіммелі.

## Виготовлення

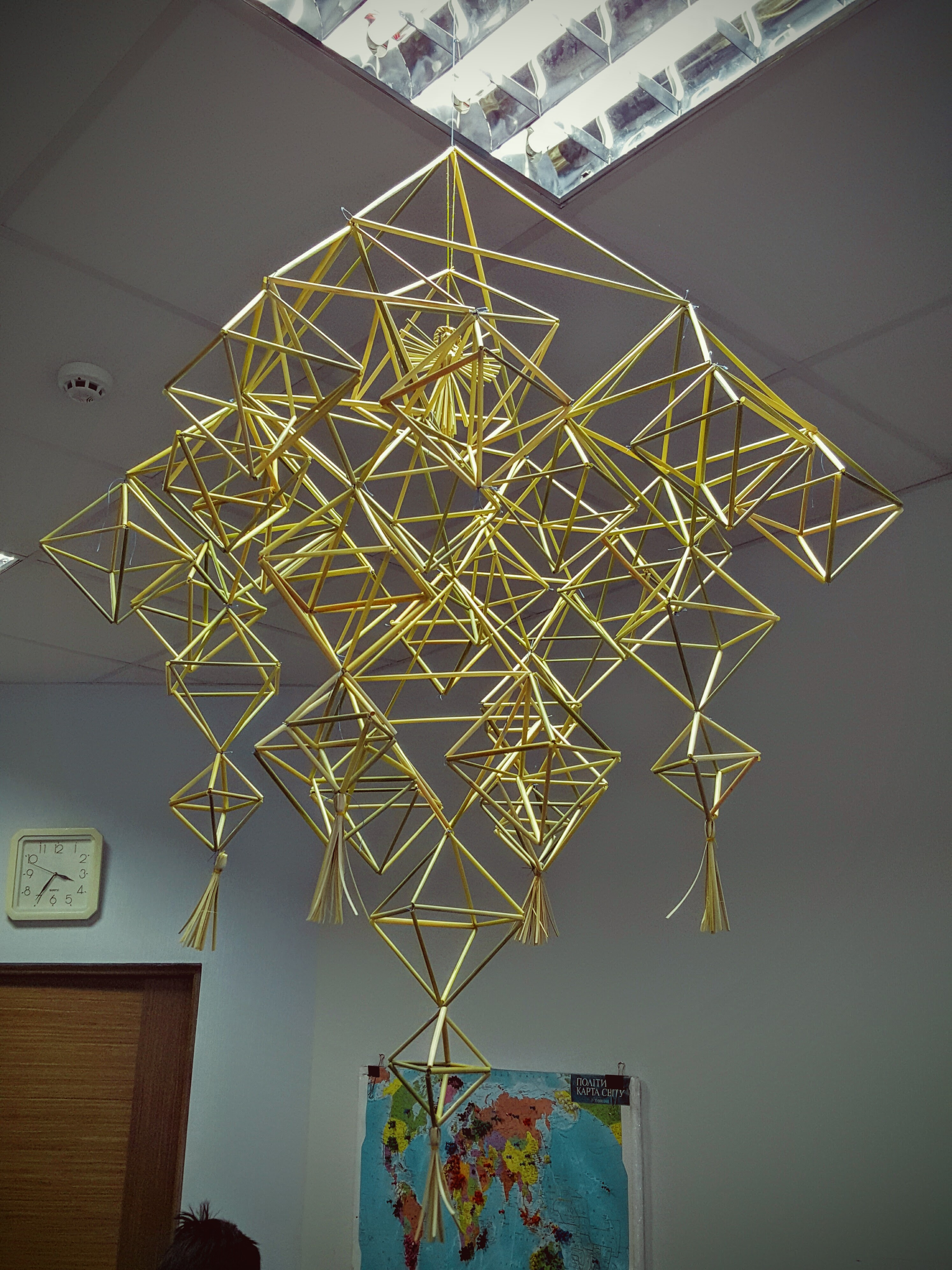
Різдвяний «павук» в одному з офісів Києва.

Різдвяні «павуки» первісно виготовлялися на Поліссі. Їхнє походження порівняно нове — кінець XIX або початок XX ст.
Ці прикраси складаються з соломинок, крізь які пронизуються нитки (раніше — кінське волосся). Спершу з соломинок складаються ромби, що потім сполучаються між собою в пірамідки, що поєднуються основами. До великого «павука» додаються менші. Напередодні Різдва «павука» підвішували до центрального сволока оселі. Завдяки циркуляції повітря частини «павука» рухаються, справляючи враження живої істоти.
Сучасні майстри надають «павуку» символізму родини: більша частина символізує пращура, менші — дітей.

## Аналоги в інших народів

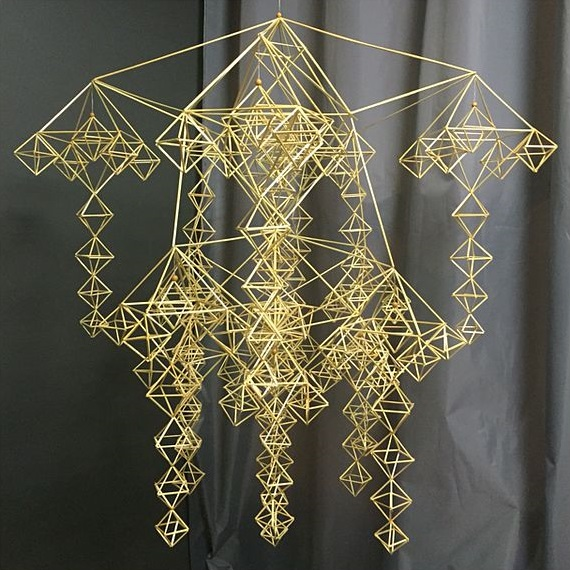
Латвійський гіммелі

Аналогічні прикраси, відомі як гіммелі, відомі на півночі Європи, передусім у шведів. Виготовлені з очерету або соломи, прикрашені шматочками дерева, яєчною шкаралупою, пташиним пір'ям і пряжею, вони складаються з 12-и частин, які символізують 12 місяців. Використовуються як прикраси від Різдва до середини літа. Сучасні гіммелі виготовляють також із фанери, паперу та навіть пластикових соломинок. Гіммелі завжди симетричні відносно точки звисання і під час обертання навколо неї утворюють різні візерунки.
Їхня мета — забезпечити гарний урожай наступного року, тому гіммелі вішають над обіднім столом.